# Icterus pyrrhopterus
Icterus pyrrhopterus là một loài chim trong họ Icteridae.